# James Orchard Halliwell-Phillipps

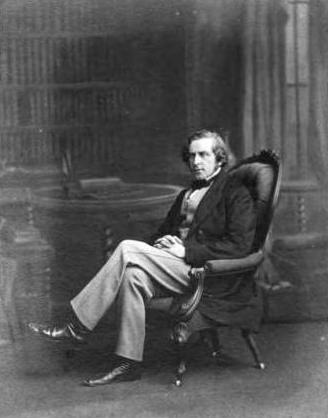
James Orchard Halliwell-Phillipps (1863)

James Orchard Halliwell-Phillipps (* 21. Juni 1820 in Chelsea, London; † 3. Januar 1889 in Hollingbury Copse, Brighton) war britischer Literaturhistoriker und wurde bekannt durch seine Studien und Sammlungen zu William Shakespeare.

## Leben, Leistungen und Werke
Er wurde als Sohn von Thomas Halliwell in London geboren und wurde privat am Jesus College in Cambridge unterrichtet. Er widmete sich antiquariatischer Forschung, insbesondere in früher englischer Literatur. 1839 edierte er Die Reisen des Sir John Mandeville; 1842 veröffentlichte er einen Bericht der europäischen Manuskripte in der Chetham Library und nebenbei eine neu entdeckte Romanze des 18. Jahrhunderts (Torrent of Portugal).
1848 veröffentlichte er die Monographie Life of Shakespeare, die mehrfach neu aufgelegt wurde. Von 1853 bis 1865 gab er eine aufwändig gestaltete Ausgabe von Shakespeares Werken mit kritischen Anmerkungen heraus, die auf 150 Kopien beschränkt war. Die Illustrationen wurden von John Thomas Blight angefertigt, den Halliwell dafür allerdings nie entlohnte. 1863 brachte er einen Kalender der Aufzeichnungen von Stratford-on-Awn heraus und 1864 die Geschichte von New Place.
Nach 1870 gab er seine textkritischen Forschungen auf und widmete seine Aufmerksamkeit der Erläuterung von Shakespeares Leben. Er sammelte alle Fakten und verfügbaren Informationen und dazugehörigen Dokumente, die man in lokalen Aufzeichnungen finden konnte, in seiner Übersicht über das Leben von Shakespeare.
Er war Hauptbeteiligter beim Kauf des New Place für die Unternehmungen in Stratford-upon-Avon und der dortigen Entstehung des Shakespeare Museums.
Insgesamt publizierte er insgesamt mehr als sechzig Bände.
Den Namen Phillipps nahm er 1872 an, nach dem Tod seines Schwiegervaters Thomas Phillipps, der den Großteil seines Erbes testamentarisch auf Träger des Familiennamens Phillipps beschränkt hatte.
Er übte aktiv Einfluss auf die Camden Society, die Percy Society und die Shakespeare Society, für welche er viele frühe englische und elisabethanische Arbeiten bearbeitete. Ab 1845 wurde Halliwell aus der Bücherei des Britischen Museums ausgeschlossen, aufgrund des Verdachtes des Diebstahls einiger Manuskripte, die er aus der Bücherei des Trinity Colleges (Cambridge) entfernte. Eine Stellungnahme in dieser Angelegenheit veröffentlichte er privat 1845.
Halliwell-Phillipps fand im British Museum die älteste Handschrift von Steinmetzzünften, das so genannte Regius-Manuskript, das aus diesem Grund auch Halliwell-Manuskript genannt wird.
Sein Haus, Hollingbury Copse nahe Brighton, war voller seltener und seltsamer Arbeiten, und er übergab viele von ihnen der Chetham Bibliothek in Manchester, der Stadtbibliothek von Penzance, der Smithsonian Institution und der Bibliothek der Universität von Edinburgh.
Er war verheiratet mit Henrietta Halliwell-Phillipps (1820–1879).